# Hole in one
Hole in one (conocida en español como Hoyo en uno o American Pie Presenta: Hoyo en uno) es una película estadounidense de comedia de 2010 dirigida por Drew Ann Rosenberg. Entre el reparto de actores se encuentran Steve Talley, David Ellison, Dean Cameron y Christopher Showerman. Cabe resaltar que no es una secuela de American Pie ni forma parte de la historia original, el título solo es para la atracción del público.

## Sinopsis
Eric es un jugador de golf con mucho talento y un estudiante universitario bastante alocado, un día, encuentra su mundo alterado drásticamente después de perder una apuesta de golf con un par de cirujanos plásticos. El estilo de vida de Eric su rol de chico malo y triunfador da un giro de 180 grados cuando pierde su dinero, su novia, su dignidad y su swing de golf. Eric y su mejor amigo Tyler deciden retar a los médicos, en un partido final de golf de “mejor bola” para recuperar su vida y convertirse en el hombre que debería haber sido desde el principio y quitarle las tetas.

## Reparto
- Steve Talley como Eric P. Keller.
- David Ellison como Tyler Hayden.
- Dean Cameron como Dr. Carlton Piedmont.
- Christopher Showerman como Dr. Hamilton Manning.
- Sandra Lynn Ellison como Mandy Hayden (acreditada como Sandy Modic)
- K.T. Tatara como Mark Zbeitnefski.
- Jerad Anderson como Jason Jones.
- Jossara Jinaro como Joslyn Whitmore.
- Dean Cain como Repo Man.

## Recepción
La película ha recibido críticas generalmente negativas, tiene una calificación en Metacritic de 37 sobre 100 basada en 8 críticas. Fue criticado también el que se haya usado el nombre de la saga American Pie solo para atraer al público debido a que el protagonista es el mismo actor de Eric Stifler, pero no es una historia que pertenezca a las películas originales y ni siquiera a los dos spin off de American Pie donde Talley es uno de los personajes. 